# Callipia flagrans
Callipia flagrans är en fjärilsart som beskrevs av W. Warren 1904. Callipia flagrans ingår i släktet Callipia och familjen mätare. Inga underarter finns listade i Catalogue of Life.